# Taikyoku Shodan
Il Taikyoku Shodan è il kata preliminare dello stile Shotokan del karate. 
È composto da tecniche di base del karate: la posizione  Zenkutsu-dachi, la parata di pugno bassa, Gedan Barai e l'attacco di pugno ad altezza media, oi-zuki chudan. Lo schema di esecuzione forma una H.

## Andamento del Kata
Saluto (Rei) Musubi dachi
Dichiarazione nome del kata Taikyoku Shodan
Yoi hachiji-dachi
1. 90° hidari gedan barai Zenkutsu-dachi
2. migi oi-zuki chudan Zenkutsu-dachi
3. 180° migi gedan barai Zenkutsu-dachi
4. hidari oi-zuki chudan Zenkutsu-dachi
5. 90° hidari gedan barai Zenkutsu-dachi
6. migi oi-zuki chudan Zenkutsu-dachi
7. hidari oi-zuki chudan Zenkutsu-dachi
8. migi oi-zuki chudan Zenkutsu-dachi KIAI
9. 270° hidari gedan barai Zenkutsu-dachi
10. migi oi-zuki chudan Zenkutsu-dachi
11. 180° migi gedan barai Zenkutsu-dachi
12. hidari oi-zuki chudan Zenkutsu-dachi
13. 90° hidari gedan barai Zenkutsu-dachi
14. migi oi-zuki chudan Zenkutsu-dachi
15. hidari oi-zuki chudan Zenkutsu-dachi
16. migi oi-zuki chudan Zenkutsu-dachi KIAI
17. 270° hidari gedan barai Zenkutsu-dachi
18. migi oi-zuki chudan Zenkutsu-dachi
19. 180° migi gedan barai Zenkutsu-dachi
20. hidari oi-zuki chudan Zenkutsu-dachi

yoi hakiji dachi 
rei musubi dachi